# Две луны, три солнца
«Две луны, три солнца» — российско-украинский художественный фильм режиссёра Романа Балаяна, вышедший в 1998 году.

## Сюжет
Алексей в преддверии защиты учёной степени доктора наук. К этому событию всё подготовлено. Однако планам не суждено сбыться — приходит известие о смерти его сводного брата, уехавшего воевать в Чечню. Убийца, приказавший закопать Аслана заживо — российский офицер, который остался жив и безнаказан.
Размеренная жизнь Алексея заканчивается. Незнакомец, сообщивший эту весть, подталкивает его к мысли о мщении. Выслеживая убийцу во дворе его дома Алексей знакомится с одинокой женщиной Верой, которая живёт в соседней с убийцей квартире. Их отношения складываются на фоне подготовки к мести.
Незнакомец находит адрес, где скрывается убийца, однако он арестован омоновским патрулём. Алексей пишет завещание и отправляется на рыбокоптильню, где находит офицера уже мёртвым.
Пытаясь предупредить Алексея, что его могут искать, Вера спешит к нему домой, и, успев передать сообщение через мальчика на роликовых коньках, сама попадает под автомобиль.

## В ролях
- Владимир Машков — Алексей
- Елена Шевченко — Вера
- Константин Степанков — Незнакомец
- Сергей Степанченко — Коростылёв
- Ада Роговцева — мать Алексея
- Людмила Смородина — Маша
- Виктория Малекторович — Рита
- Владимир Шкрабак — Человек в штатском
- Любовь Руднева — Девушка из горсправки
- Евгений Батов — Максименков
- Олег Примогенов — Механик

## Съёмочная группа
- Автор сценария: Марина Мареева
- Режиссёр-постановщик: Роман Балаян
- Оператор-постановщик: Богдан Вержбицкий
- Художник-постановщик: Алексей Левченко
- Композитор: Вадим Храпачев
- Продюсеры: Александр Роднянский, Игорь Толстунов

## Награды
- 1998 — МКФ «Балтийская жемчужина» (Рига-Юрмала)
  - Приз за лучшую женскую роль (Елена Шевченко)
- 1998 — МКФ «Лістапад» (Минск)
  - Специальный диплом жюри кинопрессы (Роман Балаян)
- 1998 — Международный кинофестиваль о правах человека «Сталкер» (Москва)
  - Приз «Сталкер» (Роман Балаян)
  - Приз «Сталкер» (Александр Роднянский)

## Отзывы
Балаян продолжал снимать и в 90-е годы, но словно бы по инерции. В современной картине «Две луны, три солнца» уже не чувствовалась новая, узнаваемая жизнь. Не было прежней легкости, уверенности и в экранизации тургеневской «Первой любви». Прошлое стало для автора таким же неуютным, как настоящее. Недавно в одном интервью режиссёр признался: "Когда дали свободу, как ни странно, у меня пропало желание снимать кино. Мы были невольниками, которые мечтали о свободе, а получилось, что когда отпустили на волю — одни ушли в беспредел, а другие лишились стен, которые привыкли рушить. Вот такая ментальность. А сейчас время переходное, бессмысленное.— Виктор МАТИЗЕН в журнале «Искусство кино», май, 2004